# Baumumfeldverbesserung
Baumumfeldverbesserung ist ein Aufgabengebiet der Baumpflege.
Das Baumumfeld umfasst bezüglich der Baumpflege primär den Boden im Wurzelbereich eines Baumes und sekundär die Bebauung, die Bepflanzung und den Verkehr, die in diesem Bereich wirken.

## Ermittlung der Maßnahmen
Zur Baumumfeldverbesserung ist die Ermittlung und Festlegung der Maßnahmen durch geeignete Voruntersuchungen (z. B. Bodenuntersuchung, eingehende Baumuntersuchung) erforderlich.
Die Maßnahmen richten sich nach dem Zustand des Baumes und der Standort-Situation.

## Qualitätsfaktoren
Faktoren für die Qualität des Bodens im Wurzelbereich sind die physikalischen, chemischen und biologischen Eigenschaften des Bodens, wie
- die Bodenstruktur und deren Stabilität,
- die Wasserzufuhr (Infiltration),
- die Wasserdurchlässigkeit (Permeabilität) und -speicherfähigkeit,
- die Nährstoffversorgung und -verfügbarkeit,
- das Wurzelwachstum und
- der Gasaustausch.

## Maßnahmen
- Entfernung von Überschüttung[4] und von Ablagerungen (Salz- und andere schädigende Stoffeinträge).[5]
- Entsiegelung (siehe auch: Problematik der Flächenversiegelung)
- Bodenlockerung
- Bodenaustausch[6]
- Einbau von Belüftungseinrichtungen[6]
- Erweiterung des bewurzelbaren Bodenraumes
- Nährstoffversorgung
- Reduktion oder Entfernung von baumfremdem Bewuchs nur bei Beeinträchtigung der Entwicklung oder der Erhaltung eines Baumes
- Ausbringung von wurzelstimulierenden Bodenhilfsstoffen
- Schutz von nichtversiegeltem Bodenraum vor Belastung durch Betreten und Befahren
- Geeignetes Mulchen des Bodenraumes[6]
- Erhalt vorhandener Vegetationsdecken
- Auswahl von Pflanzen mit geringer Wurzelkonkurrenz für Vegetationsdecken
- Impfung mit Mykorrhiza-Pilzen[6]

## Durchführung von Maßnahmen
Die ZTV-Baumpflege enthält sowohl Durchführungshinweise zu diesen Maßnahmen, als auch Verweise auf einige weiterführende Standardwerke.

## Gefahren bei der Veränderung des Baumumfeldes
- Bodenbewegung im Wurzelbereich, z. B. durch Bodenauf- oder -abtrag, auch in der Nähe des Wurzelbereichs[8]
- Bodenverdichtung durch Begehen und Befahren[9]
- Chemische Verunreinigung, z. B. durch Überdüngung
- Erosion, z. B. nach Reduktion oder Entfernen der Vegetationsdecke
- Mechanische Beschädigung oder Zerstörung im Wurzel- oder oberirdischen Bereich[8]
- Freistellen von Bäumen, z. B. wegen erhöhter Windlast oder Sonneneinstrahlung[9]
- Vernässung oder Überstauung, z. B. durch Bewässerung
- Grundwasserabsenkung, z. B. durch Drainage